# Beurey-sur-Saulx
Beurey-sur-Saulx és un municipi francès situat al departament del Mosa i a la regió del Gran Est. L'any 2007 tenia 448 habitants.

## Demografia

### Població
El 2007 la població de fet de Beurey-sur-Saulx era de 448 persones. Hi havia 182 famílies, de les quals 44 eren unipersonals (24 homes vivint sols i 20 dones vivint soles), 61 parelles sense fills, 69 parelles amb fills i 8 famílies monoparentals amb fills.
La població ha evolucionat segons el següent gràfic:
Habitants censats

### Habitatges
El 2007 hi havia 208 habitatges, 183 eren l'habitatge principal de la família, 7 eren segones residències i 18 estaven desocupats. 192 eren cases i 16 eren apartaments. Dels 183 habitatges principals, 135 estaven ocupats pels seus propietaris, 47 estaven llogats i ocupats pels llogaters i 2 estaven cedits a títol gratuït; 4 tenien dues cambres, 28 en tenien tres, 45 en tenien quatre i 106 en tenien cinc o més. 158 habitatges disposaven pel capbaix d'una plaça de pàrquing. A 78 habitatges hi havia un automòbil i a 86 n'hi havia dos o més.

## Economia
El 2007 la població en edat de treballar era de 292 persones, 211 eren actives i 81 eren inactives. De les 211 persones actives 198 estaven ocupades (100 homes i 98 dones) i 13 estaven aturades (7 homes i 6 dones). De les 81 persones inactives 41 estaven jubilades, 21 estaven estudiant i 19 estaven classificades com a «altres inactius».

### Ingressos
El 2009 a Beurey-sur-Saulx hi havia 180 unitats fiscals que integraven 425 persones, la mediana anual d'ingressos fiscals per persona era de 17.397 €.

### Activitats econòmiques
Dels 8 establiments que hi havia el 2007, 1 era d'una empresa extractiva, 1 d'una empresa alimentària, 1 d'una empresa de fabricació de material elèctric, 2 d'empreses de construcció, 1 d'una entitat de l'administració pública i 2 d'empreses classificades com a «altres activitats de serveis».
Dels 3 establiments de servei als particulars que hi havia el 2009, 1 era una fusteria, 1 lampisteria i 1 perruqueria.
L'únic establiment comercial que hi havia el 2009 era una fleca.
L'any 2000 a Beurey-sur-Saulx hi havia 4 explotacions agrícoles.

## Equipaments sanitaris i escolars
El 2009 hi havia una escola maternal integrada dins d'un grup escolar amb les comunes properes formant una escola dispersa.

## Poblacions més properes
El següent diagrama mostra les poblacions més properes.